# Edwin L. Marin
Edwin L. Marin (ur. 21 lutego 1899 w Jersey City, zm. 2 maja 1951 w Los Angeles) – amerykański reżyser i producent filmowy. Wyreżyserował 58 filmów między 1932 i 1951.

## Wybrana filmografia
- The Death Kiss (1932),
- Listen, Darling (1938),
- A Christmas Carol (1938),
- Everybody Sing (1938),
- Society Lawyer (1939),
- Hullabaloo (1940),
- Invisible Agent (1942),
- Tall in the Saddle (1944),
- Show Business (1944),
- Johnny Angel (1945),
- Nocturne (1946)